# Cresud
Cresud S.A. (Cresud Sociedad Anónima Comercial, Inmobiliaria, Financiera y Agropecuaria) ist ein argentinisches Unternehmen mit Sitz in Buenos Aires, das hauptsächlich auf dem Gebiet Agrobusiness für landwirtschaftliche Grundstoffe tätig ist.

## Unternehmen
Das Unternehmen produziert landwirtschaftliche Grundstoffe in Brasilien und anderen lateinamerikanischen Ländern. Es ist in den Geschäftsbereichen Agricultural Business, Urban Properties und Investment tätig. Das Segment Agricultural Business befasst sich mit dem Anbau, der Ernte und dem Verkauf von Pflanzen wie Weizen, Mais, Sojabohnen, Baumwolle und Sonnenblumen sowie Zuckerrohr, Verkauf von Getreidederivaten einschließlich Mehl und Öl. Es beschäftigt sich auch mit der Zucht, dem Kauf und der Mast von Rindern zum Verkauf an Fleischverarbeiter und lokale Viehauktionsmärkte.
Das Segment Urban Properties and Investment Business vermietet, mietet und betreut gewerbliche und andere Flächen in Einkaufszentren, mietet Büros und andere Objekte. Es betreibt Hotels, Wohnimmobilien und Supermärkte.
Cresud ist an der Bolsa de Comercio de Buenos Aires (Börse von Buenos Aires) notiert und Teil des Aktienindexes MERVAL, des wichtigsten Börsenindikators in Argentinien. Außerdem ist sie an der NASDAQ notiert.

## Geschichte
Der Ursprung der Firma geht auf das Jahr 1936 zurück, als Cresud gegründet wurde, um die Immobilien der belgischen Firma Credit Foncier zu verwalten, die ländliche und städtische Darlehen in Argentinien vergab. Nach der Auflösung des Unternehmens, das Cresud hervorbrachte, wurden die diesbezüglichen Aktivitäten in den 1960er und 1970er Jahren aufgegeben, um sich nur der landwirtschaftlichen Tätigkeit zu widmen.
1960 wurde das Unternehmen an der Bolsa de Comercio de Buenos Aires (BCBA) notiert. Es wurden zahlreiche landwirtschaftliche Flächen in Argentinien gekauft. 1997 geschah die Notierung an der NASDAQ als erstes argentinisches Agrarunternehmen nach einer Kapitalerhöhung von 92 Mio. USD. Im Jahre 1999 wurde Futuros y Opciones (FyO) gegründet. Im Jahre 2001 begann die Beteiligung an IRSA (Urban Properties) in Höhe von 14,9 %, die im Jahre 2004 auf 22,9 % erhöht wurde. Das Agrargeschäft wurde auf Brasilien ausgedehnt durch die Gründung von BrasilAgro 2006. Beim Börsengang wurden 276 Mio. USD eingenommen. In diesem Zusammenhang wurden Flächen in Brasilien zugekauft. Im Jahr 2008 erhöhte Cresud das Kapital um 288 Mio. USD für die Expansion nach Bolivien und Paraguay. Cresud erhöhte seinen Anteil an Brasilagro auf 22,9 % und an IRSA auf 50,2 %. Im Jahr 2012 wurde BrasilAgro an der New York Stock Exchange NYSE gelistet. Im gleichen Jahr erhöhte Cresud seinen Anteil an IRSA auf 64,5 %. 2016 verkaufte FyO sein Internetportal und Agrofy übernahm die Rolle als führende Online-Agro-Plattform in Argentinien.

## Tochterunternehmen
Die Tochterunternehmen sind in vielen Staaten ansässig
- BrasilAgro
- Futuros y Opciones (FyO)
- Agrofy
- IRSA
- IRSA Propriedad Comerciales
- Banco Hypotecario
- Agro Uranga S.A.